# Классификация растительности
Классифика́ция расти́тельности (синтаксономия) — раздел фитоценологии, включающий в себя теоретическое учение и практические методы по выделению условно однородных типов (фитоценонов) из фитоценотического континуума и их субординацию в синтаксономическую иерархию.

## Общие сведения о классификации растительности
Классификация растительности является центральной частью фитоценологии. Уровень её развития отображает уровень развития всей науки.
Синтаксономия применяет опыт таксономии, которая уже к началу XX столетия была достаточно развитой наукой. Сложность классификации растительности объясняется тем, что растительные сообщества в отличие от видов — это условности, объединённые в многомерный континуум. Кроме того, растительные сообщества обладают невысоким уровнем целостности, что ведёт к изменчивости архетипов (наборов диагностических признаков) синтаксонов, иногда очень значительной. Также в синтаксонах более низких рангов весьма редко представлены полностью диагностические виды высших единиц. Все это обусловило значительную сложность выделения синтаксономических единиц и установление диагнозов сообществ.

## Основные подходы к принципам и методологии классификации
До начала 1970-х годов существовало множество подходов к классификации растительности, которые постепенно трансформировались в два основных подхода:
- доминантный (физиономический)[1][2].
- эколого-флористический.

При доминантном подходе синтаксоны выделяются по доминантам отдельных ярусов растительных сообществ. Основными единицами доминантной классификации являются формация — совокупность сообществ с одним доминантом (например, формация дубовых лесов) и ассоциация, которая выделяется на основании доминантов различных ярусов (например, дубрава рябиново-кисличная). Этот подход является простым и целиком применимым к лесной растительности бореальных, суббореальных и субтропических лесов, то есть там, где в составе сообщества имеются несколько явных доминантов с сильными эдификаторными свойствами и где растительный покров обладает высокой степенью дискретности.
Но этот подход является неприменимым при классификации лугов, рудеральной растительности, растительности вырубок и гарей, где доминанты могут быстро меняться в разные годы и даже сезоны и обладают слабыми эдификаторными свойствами, что ведет к большой вариабельности видового состава сообществ, и растительный покров характеризуется континуальностью и гиперконтинуальностью. Потому все большее распространение приобретает флористический подход.
Возникновение эколого-флористического подхода к классификации связано с именем швейцарского геоботаника Ж. Браун-Бланке. Метод классификации растительности, названный его именем, основывается на группировке сообществ в соответствии с подобием флористического состава, который отображает экологические условия и стадию сукцессии, и установлении синтаксонов от более низких к высшим. Синтаксоны в системе Браун-Бланке выделяются на основании диагностических видов, среди которых отличают характерные, дифференцирующие и константные:
- Характерные виды встречаются только в одном синтаксоне или встречаются в этом синтаксоне чаще, чем в других;
- Дифференцирующие виды диагностируют границей своего ареала и входят в состав нескольких синтаксонов;
- Константные виды встречаются с высоким постоянством, но проходят через этот синтаксон «транзитом».

Виды, константные для более низких единиц, могут быть дифференцирующими или характерными для высших. Но есть мнение, что разница между дифференцирующими и характерными видами незначительная, и часто их объединяют в единую группу диагностических видов (в этом случае константные виды рассматриваются отдельно).
Создание названий синтаксонов, их видоизменение и отмена регулируется «Кодексом фитосоциологической номенклатуры», впервые опубликованным в 1976 году. Существуют следующие основные ранги синтаксономической классификации (сверху вниз): класс (окончание -etea), порядок (-etalia), союз (-ion), ассоциация (-etum). При выделении синтаксона указывают фамилию его автора и год утверждения.
Перечень всех синтаксонов, встречающихся на определенной территории, называется продромусом. Пример:
- класс: Vaccinio-Piceetea Br.-Bl. 1939. Д. В. (диагностические виды) Dicranum scoparium, Pleurozium schreberi, Hylocomium splendens, Melampyrum pratense, Ptilium crista-castrensis, Pyrola minor, Pyrola rotundifolia, Peltigera aphthosa, Trientalis europaea, Vaccinium myrtillus, Vaccinium uliginosum, Vaccinium vitis-idaea
  - порядок: Cladonio-Vaccinietalia Kiell.-Lund 1967. Д. В. Pinus sylvestris, Cladonia rangiferina, Cladonia arbuscula, Dicranum fuscescens, Dicranum polysetum, Arctostaphylos uva-ursi, Empetrum nigrum ssp. nigrum, Ledum palustre
    - союз: Dicrano-Pinion Libb. 1933. Д. В. Chimaphila umbellata, Diphasiastrum complanatum, Monotropa hypopitys, Pyrola chlorantha, Viscum album ssp. аustriacum
      - ассоциация: Peucedano-Pinetum W.Mat. (1962) 1973. Д. В. Chimaphila umbellate, Peucedanum oreoselinum, Convallaria majalis, Polygonatum odoratum, Pulsatilla patens, Scorzonera humilis, Solidago virgaurea

## Основные высшие синтаксоны растительности средней полосы европейской части России
1. Лесная растительность:
  - класс Querco-Fagetea Br.-Bl. et Vlieg. 1937 — мезофитные и мезоксерофитные широколиственные листопадные леса
  - класс Vaccinio-Piceetea Br.-Bl. 1939 — бореальные сосновые леса на бедных кислых почвах с развитым моховым покровом
  - класс Alnetea glutinosae Br.-Bl. et R.Tx. 1943 — низинные эвтрофные заболоченные леса с преобладанием ольхи чёрной и березы пушистой на торфяных и торфяно-минеральных почвах
  - класс Salicetea purpureae Moor 1958 — пойменные прирусловые ивняково-тополёвые леса и кустарниковые заросли
2. Луговая растительность:
  - класс Molinio-Arrhenatheretea R.Tx. 1937 em. R.Tx. 1970 — вторичные послелесные луга, формирующиеся на месте широколиственных лесов с довольно богатыми незасолёнными почвами
  - класс Sedo-Scleranthethea Br.Bl. 1955 — травянистые сообщества на слаборазвитых песчаных почвах
3. Растительность, сформированная на нарушенных участках:
  - класс Epilobietea angustifolii R.Tx. et Prsg. in R.Tx. 1950 — растительность вырубок и гарей
  - класс Galio-Urticetea Passage 1967 — естественные и антропогенные нитрофильные сообщества затенённых мест, засорённых участков, опушек в лесопарках, в поймах рек и ручьёв
  - класс Plataginetea majoris R.Tx. et Prsg. in R.Tx. 1950 — сообщества низкорослых, устойчивых к вытаптыванию и выпасу мезофитов и гигрофитов во дворах, вдоль дорог, на спортивных площадках
  - класс Chenopodietea Br.-Bl. 1952 em. Lohm. J. et R.Tx. 1961 ex Matusz. 1962 — сообщества однолетников, представляющих собой начальные стадии восстановительных сукцессий после нарушений и сорнополевые сообщества
  - класс Artemisietea vulgaris Lohm., Prsg. et Tx. in Tx. 1950 — рудеральные сообщества высокорослых двухлетних и многолетних видов
  - класс Agropyretea repentis Oberd., Th.Muller et Gors in Oberd. et al. 1967 — рудеральные сообщества с преобладанием многолетних злаков, представляющих собой предыдущую перед лугами стадию восстановительных сукцессий
  - класс Bidentetea tripartiti R.Tx., Lohm. et Prsg 1950 — синантропные сообщества с преобладанием однолетних видов нарушенных переувлажнённых мест
  - класс Secalietea Br.-Bl. 1951 — сегетальные (сорнополевые) сообщества зерновых культур
  - класс Robinietea Jurko ex Sofron 1980 — городская спонтанная растительность и сообщества искусственных древесных насаждений
4. Прибрежно-водная растительность:
  - класс Phragmiti-Magnocaricetea Klika in Klika et Novak 1941 — водные и околоводные сообщества прикреплённых ко дну и возвышающихся над водой растений
  - класс Potametea R.Tx. et Prsg — сообщества прикреплённых ко дну растений с плавающими на поверхности или погружёнными в толщу воды листьями
  - класс Lemnetea minoris R. Tx. 1955 — сообщества свободно плавающих на поверхности и в толще воды незакреплённых растений
  - класс Charetea (Fukarek 1961 n.n.) Krausch 1964 — сообщества харовых водорослей
  - класс Utricularietea intermedio-minoris Den Hartog et Segal 1943 em. Pietsch 1965 — пузырчатко-моховые сообщества дистрофных вод, обычно в мочажинах и озёрах на верховых и переходных болотах

## Дедуктивный метод Копечки-Гейни
Метод Браун-Бланке в его классическом понимании основывается на характерных видах и однозначной дихотомии. Этот подход оправдал себя при классификации естественных богатых видами сообществ, когда выделялся ряд синтаксонов, с которыми соотносилась часть сообществ, а другие рассматривались как переходные. Но при классификации такого метода гиперконтинуальной рудеральной растительности возникли сложности, связанные с широкой экологической амплитудой, эврибионтностью входящих в неё видов. Это приводило к невозможности выделить характерные для той или иной ассоциации и даже союза виды. Потому в 1974 году чешские ботаники К. Копечки и С Гейни предложили так называемый дедуктивный метод классификации синантропной растительности, который заключается в том, что вместе с ассоциациями выделяются сообщества, которые подчиняются непосредственно классу или порядку, или одновременно двум высшим синтаксонам на основе представления в них диагностических видов высших единиц. Различают базальные сообщества (сформированные «своим» доминантом) и дериватные (доминант которых является диагностическим видом другого синтаксона).

## Другие классификационные системы

### Система Погребняка
Большое влияние на развитие лесной фитоценологии оказала классификационная система П. С. Погребняка, значительно распространившаяся в начале XX века на Украине, в Белоруссии и европейской части России. Она предназначена для классификации лишь лесных биогеоценозов. П. С. Погребняк, развивая работы Е. В. Алексеева, дал двумерную эдафическую (почвенную) сетку типов, основанную на ординате увлажнения (обозначаемой цифрами) и на ординате плодородия (обозначаемой буквами). Пересечение ординат даёт соответствующий тип леса. По трофности он выделил: А — бор, В — суборь, С — судубрава, D — дубрава; по влажности: 0 — сухой, 1 — свежий, 2 — влажный, 3 — сырой, 4 — мокрый. Соответственно, А1 — свежий бор; С2 — влажная судубрава и т. д.
Эта система сыграла значительную практическую роль в лесном хозяйстве, особенно в южных районах европейской части СССР, однако, с позиций теоретической фитоценологии она критиковалась за ориентацию исключительно на почвенные условия, а не на растительность, и получила прозвище «фитоценология без фитоценозов». В настоящее время почти полностью вышла из употребления.

### Генетическая (динамическая) типология леса
В основу генетической классификации Архивная копия от 2 апреля 2022 на Wayback Machine положены закономерности процессов возникновения и развития леса, она включает все стадии развития лесных насаждений и поэтому может служить целям прогноза их будущего состояния. Основная классификационная единица — тип леса. Это этап лесообразовательного процесса. Объем конкретного типа леса оценивается и определяется показателями, устойчивыми и относительно постоянными минимум на протяжении полного цикла развития одного поколения лесообразующей породы (от зарождения до отмирания) на данном участке, относящемуся к определенному типу лесорастительных условий. Такими показателями являются: лесообразующая и сопутствующие ей древесные породы, форма рельефа, к которой приурочен тип леса, и ход роста лесообразующей породы, условно оцениваемый через производительность (бонитет) на стадии физической спелости её преобладающего в древостое поколения. В понятие тип леса важнейшей составной частью входит понятие тип условий местопроизрастания. Под ним понимаются участки территории, принадлежащие к сходным формам рельефа и характеризующиеся качественно однородным режимом комплекса природных факторов, обуславливающих однородный лесорастительный эффект (Колесников, 1956) Архивная копия от 2 апреля 2022 на Wayback Machine. Общие принципы построения географо-генетических классификаций типов леса сформулированы Б. П. Колесниковым Архивная копия от 2 апреля 2022 на Wayback Machine. И. С. Мелехов на основе генетической типологии развил учение о типах вырубок, предложил альтернативное название «динамическая типология», но четко не объяснил различия между «генетической» и «динамической» классификациями.